# Кацир-Харіш
32°29′21.65″ пн. ш. 35°6′28.35″ сх. д. / 32.4893472° пн. ш. 35.1078750° сх. д.
Каци́р-Харі́ш (івр. קָצִיר-חָרִישׁ) — невелике місто (місцева рада) у Хайфському окрузі в Ізраїлі. Складається з трьох сіл: Каци́р, За́хідний Каци́р та Харі́ш, розміщених неподалік міста Ум ель-Фахм в районі Ваді Ара.

## Історія
Харіш був заснований Нахалем у 1982 році і перетворений у кібуц у 1985 році. Кацир був заснований Союзом фермерів Ізраїлю. Села були об'єднані у 1993 році. Генеральний план Харішу був підготовлений архітектурною фірмою Мансфельд-Кегат Архітектура. План передбачає розширення Харішу до шосе 65 на півночі і до Бака-Джату на півдні країни. Харіш планують перетворити на харедім (місто-спільнота ультраортодоксальних євреїв) з житловими районами і бізнес-центром. Прогнозують зростання населення до 150 тисяч.

## Галерея

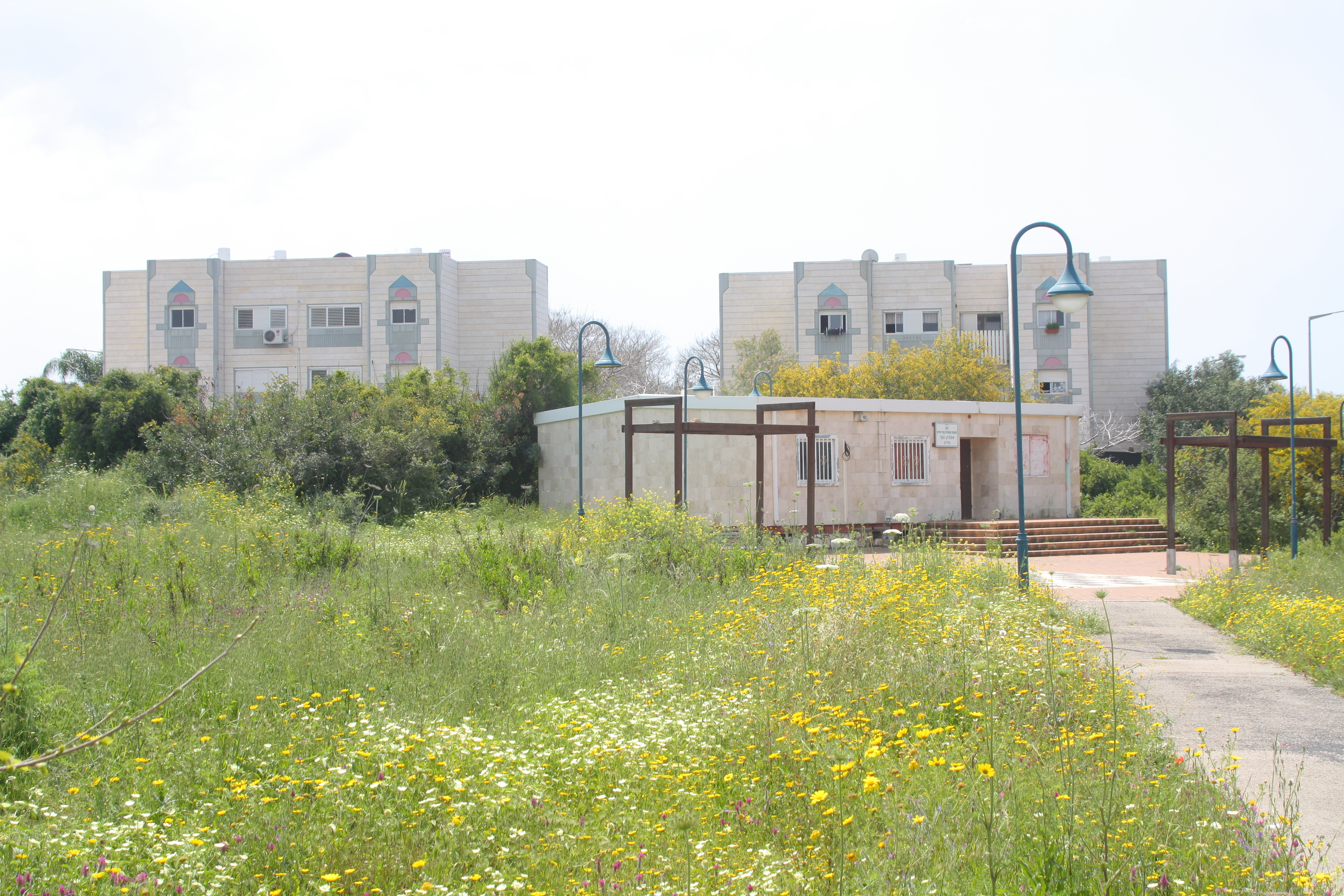
Харіш (2011)
Табличка з роком заснування містечка Харіш (2012)
Пам'ятник кібуцного минулого (Кицир, 2012)
Вид на Кацир із Західного Кациру (2012)
Телекомунікаційна вежа (Західний Кацир, 2012)